# Rethimno
Rethimno (Græsk: Ρέθυμνο, eller Rethymnon, Réthymnon, og Rhíthymnos) er en græsk havneby. Rethimno er hovedstaden i provinsen Rethimno på øen Kreta. Rethimno er blevet grundlagt i oldtiden, og byen var imidlertid stor nok til fremstilling af sine egne mønter.

## Historie
Selve perioden, hvor Rethimno begyndte at vokse, var, da Venedig erobrede Kreta. Venedig havde dengang besluttet sig at bygge en købstad mellem Heraklion og Chania, og det blev så Rethimno. Rethimno blev stærkt udvidet af venezianerne og er nu en af de bedst bevarede gamle byer på Kreta.

## Byen
Rethimno opretholder stadig sit gamle aristokratiske udseende, med sine bygninger fra det 16. århundrede, stentrapper og smalle gader. Der holdes en vinfestival hvert år i begyndelsen af juli. Der afholdes også en festival 7.-8. november til minde om ødelæggelsen af Arkadi-klostret.
Rethimno har også et stort venetiansk slot ved navn Fortezza, en af de bedst bevarede slotte på Kreta. Rethimnos vigtigste indkomst kommer fra turisme og faciliteter, der er blevet bygget de seneste 20 år. Landbruget er også bemærkelsesværdigt, især for olivenolie og andre middelhavsprodukter.

## Galleri
- Rethimnos havn
- Suburb Adelianos Kampos
- Bystrand
- Fyrtårn i Rethimno

## Kendte personer
- Marcus Musurus (1470-1517) akademiker og filosof
- Ahmed Resmî Efendi statsmand, forfatter og ambassadør
- Nick the Greek, pokerspiller
- Nikolaos Sifounakis, politiker, medlem af Europa-Parlamentet